# Sci di fondo ai XXIII Giochi olimpici invernali - Staffetta femminile
La gara della staffetta 4x5 km femminile di sci di fondo dei XXIII Giochi olimpici invernali di Pyeongchang si è svolta il 17 febbraio 2018, a partire dalle ore 18:30 (UTC+9), presso il centro di sci di fondo di Alpensia.
La squadra norvegese ha conquistato la medaglia d'oro, mentre l'argento e il bronzo sono andati rispettivamente alla squadra svedese e a quella degli atleti olimpici dalla Russia.

## Risultati
| Pos.    | Nº | Nazione                                                                                             | Tempo                                   | Distacco |
| ------- | -- | --------------------------------------------------------------------------------------------------- | --------------------------------------- | -------- |
| Oro     | 1  | Norvegia Ingvild Flugstad Østberg Astrid Uhrenholdt Jacobsen Ragnhild Haga Marit Bjørgen            | 51'24"3 13'28"9 14'15"9 11'46"7 11'52"8 | -        |
| Argento | 2  | Svezia Anna Haag Charlotte Kalla Ebba Andersson Stina Nilsson                                       | 51'26"3 13'50"3 13'26"4 12'11"4 11'58"2 | +2"0     |
| Bronzo  | 5  | Atleti Olimpici dalla Russia Natalia Nepryaeva Julija Belorukova Anastasia Sedova Anna Nechaevskaya | 52'07"6 13'24"5 13'50"5 12'13"4 12'39"2 | +43"3    |
| 4       | 3  | Finlandia Aino-Kaisa Saarinen Kerttu Niskanen Riitta-Liisa Roponen Krista Pärmäkoski                | 52'26"9 13'44"4 13'40"7 12'45"2 12'16"6 | +1'02"6  |
| 5       | 4  | Stati Uniti Sophie Caldwell Sadie Bjornsen Kikkan Randall Jessica Diggins                           | 52'44"8 14'26"0 13'54"2 12'12"9 12'11"7 | +1'20"5  |
| 6       | 6  | Germania Stefanie Böhler Katharina Hennig Victoria Carl Sandra Ringwald                             | 53'13"7 14'16"4 13'53"9 12'37"9 12'25"5 | +1'49"4  |
| 7       | 7  | Svizzera Laurien van der Graaff Nadine Fähndrich Nathalie von Siebenthal Lydia Hiernickel           | 53'15"8 13'59"9 13'46"8 12'22"4 13'06"7 | +1'51"5  |
| 8       | 12 | Slovenia Anamarija Lampič Katja Višnar Alenka Čebašek Vesna Fabjan                                  | 53'55"7 13'28"4 14'47"7 12'22"1 13'17"5 | +2'31"4  |
| 9       | 9  | Italia Anna Comarella Lucia Scardoni Elisa Brocard Ilaria Debertolis                                | 54'22"0 14'25"2 14'19"9 12'29"2 13'07"7 | +2'57"7  |
| 10      | 8  | Polonia Ewelina Marcisz Justyna Kowalczyk Martyna Galewicz Sylwia Jaśkowiec                         | 54'30"9 14'23"1 14'13"0 13'14"8 12'40"0 | +3'06"6  |
| 11      | 11 | Rep. Ceca Kateřina Beroušková Karolína Grohová Petra Nováková Barbora Havlíčková                    | 55'17"1 14'06"2 14'49"4 12'45"3 13'36"2 | +3'52"8  |
| 12      | 13 | Francia Aurore Jéan Anouk Faivre-Picon Coraline Thomas Hugue Delphine Claudel                       | 55'50"2 14'37"7 14'43"7 12'52"2 13'36"6 | +4'25"9  |
| 13      | 10 | Canada Dahria Beatty Emily Nishikawa Cendrine Browne Anne-Marie Comeau                              | 56'14"6 15'00"2 14'35"0 12'53"7 13'45"7 | +4'50"3  |
| 14      | 14 | Bielorussia Nastassja Kirylava Julija Tichonova Palina Seranosava Valiantsina Kaminskaya            | 57'56"1 15'46"7 14'47"3 13'16"4 14'05"7 | +6'31"8  |